# Mike Davis (schrijver)
Michael Ryan Davis (Fontana, 10 maart 1946 – San Diego, 25 oktober 2022) was een Amerikaans schrijver, politiek activist en academicus gevestigd in Zuid-Californië. 
Hij studeerde economie en geschiedenis aan de Universiteit van Californië - Los Angeles en gaf vervolgens les aan de Universiteit van Californië - Riverside, de Southern California Institute of Architecture, Stony Brook en de Universiteit van Californië - Irvine. Davis onderwees creatief schrijven en stadsgeografie in de kritische, marxistische traditie.
Als journalist en essayist schreef Davis voor linkse tijdschriften als New Left Review, Socialist Review, The Nation, Jacobin en New Statesman. Hij werd bekend met non-fictie-werken waarin hij macht en sociale klasse onderzocht, zoals Prisoners of the American Dream (1986), City of Quartz (1990) en Late Victorian Holocausts (2000). Daarnaast schreef hij twee fictieboeken voor adolescenten.
Davis trouwde vijf keer; het laatst met Mexicaans kunstenares en hooglerares Alessandra Moctezuma. In 2022 overleed hij aan de gevolgen van slokdarmkanker.